# إمبراطور الصين
إمبراطور الصين (بالصينية: 皇帝) هومنصب يوصف به من استلم قيادة وحكم إمبراطورية الصين التي أنشأت سنة 2400 قبل الميلاد من قبل تشين شي هوانج، والذي أسسها ولم شمل البلاد التي كانت متفرقة في حقبة الممالك المتحاربة. استمرت الامبراطورية حتى سنة 1912 عندما تنازل بوئي عن العرش بعد ثورة شينهاي. امتد تاريخ الإمبراطورية 4312 سنة مع وجود انقطاعات في تاريخها الطويل، حيث تقسمت الإمبراطورية وأعيد توحيدها لثلاث مرات، وذلك في عام 280 من أسرة جين وفي سنة 589 من أسرة سوي وسنة 1279 من قبل أسرة يوان المغولية.

## الأصل والتاريخ
خلال عهد أسرة تشو، ودعا الحكام الاقطاعيين الصينية مع السلطة على إقطاعيات لهم خاصة غونغ (公)، ولكن كقوة من شانغ وتشو الملك الصيني تضاءل، وبدأ الدوقات في اغتصاب هذا اللقب لأنفسهم.في عام 221 قبل الميلاد، بعد أن أكمل ملك تشين آنذاك غزو مختلف الممالك في فترة الممالك المتحاربة، تبنى لقبًا جديدًا ليعكس مكانته كحاكم أكبر من الحكام قبله. أطلق على نفسه اسم شي هوانغدي، الإمبراطور الأول. قبل هذا، هوانغ (皇) ودي (帝كان) في «الألقاب» اسمية قدرها ثمانية حكام من الأساطير الصينية أو ما قبل التاريخ: الثلاثة هوانغ (皇، OC : * ɢʷˤaŋ «أغسطس وذات سيادة») والحكام ورعة الفضل مآثر مثل ترتيب السماء وتشكيل البشر الأوائل من الطين. الخمسة دي (帝، OC : * تكس، أيضا غالبا ما تترجم «الإمبراطور» ولكن أيضا معنى «الله من السماء» أبطال الثقافية الفضل في اختراع الزراعة، الملابس، علم التنجيم، الموسيقى، الخ في القرن الثالث قبل الميلاد، لم يتم استخدام العنوانين معًا من قبل. ونظرا للإله مثل صلاحيات هوانغ، وعبادة قوم من دي، وعلى الأخيرة استخدامها في اسم الله من السماء شانجدي، ومع ذلك، كان من الممكن فهم عنوان الامبراطور الأول كما يعني «المقدسة» أو «الإمبراطور الإلهي». على هذا الأساس، يترجم بعض العلماء المعاصرين العنوان على أنه «بحث».
في بعض الأحيان، كان والد الإمبراطور الصاعد على قيد الحياة. أطلق على هذا الإمبراطور لقب تيشانج هوانج (太上皇)، «جراند امبيريال سير». بدأ هذه الممارسة من قبل الإمبراطور الأول، الذي أعطى اللقب كاسم بعد وفاته لوالده. كان ليو بانغ، الذي أسس سلالة هان، أول من أصبح إمبراطورًا بينما عاش والده حتى الآن. قيل إنه منح اللقب خلال حياة والده لأنه لن ينحني له من قبل والده، وهو من عامة الشعب.
بسبب الانقسام السياسي، على مر القرون، لم يكن من غير المألوف وجود العديد من المطالبين بلقب «إمبراطور كل الصين». إن المفهوم السياسي الصيني لولاية الجنة يضفي شرعية على هؤلاء المطالبين الذين خرجوا منتصرين. تم اعتبار القائمة الصحيحة تلك التي تم إعدادها من خلال تواريخ السلالات الرسمية؛ كان تجميع تاريخ السلالة السابقة يُعتبر أحد السمات المميزة للشرعية، إلى جانب رموز مثل نين دينغ أو ذا هيرلوم سيل اوف ذا ريلم. كما هو الحال مع الإمبراطور الأول، كان من الشائع جدًا أيضًا منح الألقاب بأثر رجعي لأسلاف المنتصرين؛ حتى في التأريخ الصيني، لم يتم اعتبار مثل هذه المنح لترقية الأباطرة قبل الإعلان الناجح عن سلالة جديدة.
```
ويوان وتشينغ السلالات قد تم تأسيسها من قبل الغزاة الناجحة؛ ومع ذلك، كجزء من حكمهم على الصين، قاموا أيضًا بطقوس الإعلان رسميًا عن سلالة جديدة واكتساب اللقب الصيني هوانغدي، بالإضافة إلى ألقاب شعبهم. وهكذا، قوبلاي خان كان في وقت واحد خاجان من 
المغول
 وامبراطور الصين.
```

في عام 1911، تم إنشاء لقب رئيس وزراء الحكومة الإمبراطورية للحكم إلى جانب الإمبراطور، كجزء من محاولة لتحويل الصين إلى ملكية دستورية.
الإمبراطور (بويى) من سلالة تشينغ، بحكم القانون الإمبراطور الأخير من الصين، تنازل في 12 فبراير 1912. وكان استعادة لفترة وجيزة لمدة أسبوعين تقريبا خلال انقلاب في عام 1917 ولكن أطيح مرة أخرى بعد فترة وجيزة. أصبح فيما بعد إمبراطور مانشوكو، الدولة العميلة اليابانية، وأسره جيش التحرير الشعبي كأسير حرب بعد الحرب العالمية الثانية واحتُجز في تشيتا، الاتحاد السوفيتي. أعيد إلى الصين وأعيد تأهيله في مركز فوشون لإدارة مجرمي الحرب، وبعد الإفراج عنه عاش حتى عام 1967.حاول يوان شيكاي، الرئيس السابق لجمهورية الصين، استعادة الملكية مع نفسه كإمبراطور هونغكسي، ولكن عهده كإمبراطور انتهى في 22 مارس 1916.

## عدد الأباطرة
في إحدى الإحصائيات، من سلالة تشين إلى أسرة تشينغ، كان هناك 557 إمبراطورًا بمن فيهم حكام الدول الصغيرة.  البعض، مثل لي زيشينج وهوانج شاو ويوان شو، أعلنوا أنفسهم الأباطرة، وأسسوا إمبراطورياتهم كحكومة منافسة لتحدي شرعية الإمبراطور الحالي والإطاحة به. بين معظم الأباطرة الشهيرة كانت تشين شى هوانغ من سلالة تشين، الأباطرة جاوزوا ووو من سلالة هان، الإمبراطور تايزونج من سلالة تانغ، قوبلاي خان من سلالة يوان، وهونغوو من سلالة مينغ، وكانغسي من سلالة كينغ.
اعتبرت كلمات الإمبراطور مراسيم مقدسة (الصينية المبسطة:圣旨؛ الصينية التقليدية:聖旨) وتصريحاته المكتوبة «توجيهات من أعلى» (上谕؛上諭).من الناحية النظرية، كان يجب إطاعة أوامر الإمبراطور على الفور. لقد تم ترقيته فوق كل العوام والنبلاء وأفراد العائلة الإمبراطورية. كانت العناوين الموجهة إلى الإمبراطور دائمًا رسمية ومستهجنة للذات، حتى من قبل أقرب أفراد الأسرة.
لكن في الممارسة العملية، تفاوتت قوة الإمبراطور بين مختلف الأباطرة والسلالات المختلفة. بشكل عام، في دورة السلالات الصينية، قام الأباطرة الذين أسسوا سلالة حاكمة عادةً بتوحيد الإمبراطورية من خلال الحكم المطلق: تشمل الأمثلة كين تشي هوانغ من كين، والإمبراطور غاوزو من هان، والإمبراطور غوانغو من هان، والإمبراطور تايزونغ من تانغ، وكوبلاي خان من يوان، والإمبراطور كانغشي من أسرة تشينغ. حكم هؤلاء الأباطرة كملوك مطلقين طوال فترة حكمهم، وحافظوا على سيطرة مركزية على البلاد. خلال عهد أسرة سونغ، طغت سلطة المستشار بقوة على سلطة الإمبراطور.
كان منصب الإمبراطور، ما لم يُخلع في تمرد، دائمًا وراثيًا، عادةً عن طريق البكارة العُبد. ونتيجة لذلك، اعتلى العديد من الأباطرة العرش وهم أطفال. خلال هذه الأقليات، تمتلك الإمبراطورة الأرملة (أي والدة الإمبراطور) قوة كبيرة. في الواقع، وصلت الغالبية العظمى من الحكام الإناث عبر التاريخ الإمبراطوري الصيني إلى السلطة من خلال الحكم كوصيات نيابة عن أبنائهن؛ ومن الأمثلة البارزة على الإمبراطورة لو زهي من سلالة هان، وكذلك الإمبراطورة الأرملة تسيشي والإمبراطورة سيان من سلالة كينغ، الذي لفترة حكم معا كما شارك الحكام. عندما كانت الإمبراطورة الأرملة أضعف من أن تتولى السلطة، غالبًا ما استولى مسؤولو المحكمة على السيطرة.
```
كان لخصيان المحكمة دور مهم في هيكل السلطة، حيث اعتمد الأباطرة في كثير من الأحيان على قلة منهم كمقربين، مما أتاح لهم الوصول إلى العديد من وثائق المحكمة. في أماكن قليلة، كان الخصيان يتمتعون بسلطة هائلة؛ كان وي تشونغ شيان أحد أقوى الخصيان في التاريخ الصيني خلال عهد أسرة مينج. من حين لآخر، استولى نبلاء آخرون على السلطة كأوصياء.
تختلف المنطقة الفعلية التي يحكمها إمبراطور الصين من سلالة إلى سلالة. في بعض الحالات، كما حدث خلال عهد أسرة سونغ الجنوبية، تم تقسيم السلطة السياسية في شرق آسيا بشكل فعال بين عدة حكومات. ومع ذلك، فقد تم الحفاظ على الخيال السياسي القائل بأنه لم يكن هناك سوى حاكم واحد.
```

## الوراثة والخلافة
كان لقب الإمبراطور وراثيًا، وينتقل تقليديًا من الأب إلى الابن في كل سلالة. هناك أيضًا حالات يتولى فيها الأخ الأصغر العرش، إذا لم يكن للإمبراطور المتوفى ذرية من الذكور. وفقًا للاتفاقية في معظم السلالات، تولى العرش الابن الأكبر المولود للإمبراطورة (嫡 长子؛嫡 長子). في بعض الحالات التي لم تنجب فيها الإمبراطورة أي أطفال، كان للإمبراطور طفل من زوجات أخرى من زوجاته العديدة (قيل أيضًا أن جميع أطفال الإمبراطور هم أبناء الإمبراطورة، بغض النظر عن الأم المولودة). في بعض السلالات كانت خلافة الابن الأكبر للإمبراطورة محل نزاع، ولأن العديد من الأباطرة لديهم أعداد كبيرة من النسل، كانت هناك حروب على الخلافة بين الأبناء المتنافسين. في محاولة لحل نزاعات ما بعد الوفاة، غالبًا ما كان الإمبراطور، وهو لا يزال على قيد الحياة، يعين وليًا للعهد (太子). ومع ذلك، فإن مثل هذا التصنيف الواضح غالبًا ما أحبطه الغيرة وانعدام الثقة، سواء كان ولي العهد يتآمر على الإمبراطور، أو كان الإخوة يتآمرون على بعضهم البعض. وضع بعض الأباطرة، مثل الإمبراطور يونغ زهينغ، بعد إلغاء منصب ولي العهد، أوراق الخلافة في صندوق مغلق، ليتم فتحه والإعلان عنه بعد وفاته.
على عكس النظام الملكي الياباني، على سبيل المثال، سمحت النظرية السياسية الصينية بتغيير البيت الحاكم. استند هذا إلى مفهوم «ولاية الجنة». كانت النظرية الكامنة وراء ذلك هي أن الإمبراطور الصيني كان بمثابة «ابن السماء» وحمل تفويضًا للحكم على أي شخص آخر في العالم ؛ ولكن فقط طالما كان يخدم الشعب جيدًا. إذا أصبحت جودة الحكم موضع شك بسبب الكوارث الطبيعية المتكررة مثل الفيضانات أو المجاعة، أو لأسباب أخرى، فإن التمرد كان له ما يبرره. أضفى هذا المفهوم المهم الشرعية على دورة الأسرات أو تغيير السلالات.
جعل هذا المبدأ من الممكن حتى للفلاحين إلى السلالات الجديدة التي عثر عليها، كما حدث مع سلالة هان ومينغ، ولإنشاء فتح السلالات مثل أدت أسرة يوان المغولية. كانت النزاهة الأخلاقية والقيادة الخيرية هي التي حددت صاحب «ولاية الجنة».
لم يكن هناك سوى إمبراطورة واحد كحاكمة شرعية في الصين، الإمبراطورة زيتيان، التي استبدلت لفترة وجيزة سلالة تانغ بسلالة زو الخاصة بها. ومع ذلك، أصبحت العديد من النساء قائدات بحكم الواقع، وعادة ما تكون الإمبراطورة الأرملة. ومن الأمثلة البارزة الامبراطورة الأرملة لو من سلالة هان، الإمبراطورة الأرملة ليو من سلالة سونغ والإمبراطورة الأرملة تسيشي من سلالة كينغ.

## التسلسل الزمني
| اسم السلالة الحاكمة | اسم السلالة الحاكمة | اسم السلالة الحاكمة             | فترة الحكم                                     |
| الصينية             | بينيين              | العربية                         | فترة الحكم                                     |
| ------------------- | ------------------- | ------------------------------- | ---------------------------------------------- |
| 秦朝                | Qín Cháo            | أسرة تشين                       | 206 −221 قبل الميلاد                           |
| 漢朝                | Hàn Cháo            | أسرة هان                        | الفترة الأولى: 206 قبل الميلاد − 9 بعد الميلاد |
| 漢朝                | Hàn Cháo            | أسرة هان                        | الفترة الثانية: 23 − 220.                      |
| 新朝                | Xīn Cháo            | أسرة شين                        | 9−23 (فترة انتقالية)                           |
| 三國                | Sān Guó             | الممالك الثلاث                  | 220−280                                        |
| 晉朝                | Jìn Cháo            | أسرة جين                        | 265−420                                        |
| 十六國              | Shíliù Guó          | الممالك الستة عشر               | 304−439                                        |
| 南北朝              | Nán Běi Cháo        | الأسر الجنوبية والشمالية        | 420−581                                        |
| 隋朝                | Suí Cháo            | أسرة سوي                        | 581−618                                        |
| 唐朝                | Táng Cháo           | أسرة تانغ                       | 618−907                                        |
| 五代十國            | Wǔdài Shíguó        | فترة الأسر الخمس والممالك العشر | 907−979                                        |
| 辽朝                | Liáo Cháo           | أسرة لياو                       | 916-1125                                       |
| 宋朝                | Sòng Cháo           | أسرة سونغ                       | 960−1279                                       |
| 金朝                | Jīn Cháo            | أسرة جين                        | 1125-1234                                      |
| 西夏                | Xī Xià              | أسرة سيا الغربية                | 1038−1227                                      |
| 元朝                | Yuán Cháo           | أسرة يوان                       | 1279−1368                                      |
| 明朝                | Míng Cháo           | أسرة مينغ                       | 1368−1644                                      |
| 清朝                | Qīng Cháo           | أسرة تشينغ                      | 1644−1912                                      |

## أنماط وأسماء وأشكال
بما أن الإمبراطور كان لديه، بموجب القانون، موقف مطلق لا يجوز لأي شخص آخر أن يتحدى فيه، كان على رعاياه إظهار أقصى درجات الاحترام في حضوره، سواء في محادثة مباشرة أو غير ذلك. عندما يقترب المرء من العرش الإمبراطوري، كان من المتوقع أن يخضع للإمبراطور. في محادثة مع الإمبراطور، اعتبر المرء أن مقارنة نفسه بالإمبراطور بأي شكل من الأشكال جريمة. كان من المحرمات الإشارة إلى الإمبراطور باسمه أو اسمها، حتى بالنسبة لوالدة الإمبراطور، التي كانت تستخدم بدلاً من ذلك هوانغدي (皇帝)، أو ببساطة إر (儿؛兒، «ابن»، للإمبراطور الذكر). لم يتم التعامل مع الإمبراطور على الإطلاق كـ «أنت». وكان أحد الذين تحدثوا إلى الإمبراطور لمعالجة له أو لها باسم بيكسيا (陛下، مضاءة في «الجزء السفلي من خطوات»)، أو الموافق «لديك جلالة الإمبراطور». هوانج شانغ (سمو مشع)؛ شينغ شانج (圣 上؛聖 上، صاحب السمو المقدس)؛ أو تيانز (天子، «ابن السماء»). يمكن أيضًا الإشارة إلى الإمبراطور بشكل غير مباشر من خلال الإشارة إلى رموز التنين الإمبراطوري. غالبًا ما خاطب الخدم الإمبراطور باسم وان سوي يي (万岁 爷؛萬歲 爺، رب العشرة آلاف سنة). أشار الإمبراطور إلى نفسه أو نفسها باسم زين(朕)، المفرد الصيني الأصلي من منظور الشخص الأول الذي انتحل به الإمبراطور الأول، ويعمل كمكافئ لـ «رويال وي»، أو جارين (寡人، «ناقص أخلاقيًا») أمام رعاياه.
على النقيض من الاتفاقية الغربية للإشارة إلى صاحب السيادة باستخدام اسم ملكي (مثل جورج الخامس) أو باسم شخصي (مثل الملكة فيكتوريا)، كان يُشار إلى الإمبراطور الحاكم ببساطة باسم هوانغدي بيكسيا (皇帝 陛下، / صاحبة الجلالة الإمبراطور) أو دانغجين هوانغشانج (当今 皇上؛當今 皇上، الإمبراطور الحالي) عند الحديث عنها بصيغة الغائب. في عهد أسرة تشينغ، كان الإمبراطور يُطلق عليه عادة الإمبراطور إمبراطور أسرة تشينغ العظيمة، ابن الجنة، رب العشرة آلاف عام على الرغم من اختلاف هذا إلى حد كبير.
عموما، حكم الأباطرة أيضا مع اسم العصر (年号، 年號). منذ اعتماد اسم العصر من قبل الإمبراطور وو من هان وحتى عهد أسرة مينج، قام الملك تقليديًا بتغيير اسم العصر بشكل شبه منتظم خلال فترة حكمه. خلال سلالات مينغ وتشينغ، اختار الأباطرة ببساطة اسم عصر واحد طوال فترة حكمهم، وغالبًا ما أشار الناس إلى الأباطرة السابقين بهذا اللقب. في السلالات السابقة، كانت معروفة الأباطرة مع اسم المعبد (庙号، 廟號) تعطى بعد وفاتهم. وقدم معظم الأباطرة أيضا أسماء بعد وفاته (谥号، 謚號، شيهاو)، التي كانت مجتمعة في بعض الأحيان مع اسم معبد (مثل الإمبراطور شينجزورين 圣祖仁皇帝، 聖祖仁皇帝ل كانغسي). تمت الإشارة إلى وفاة الإمبراطور باسم جيابينج (驾崩؛駕崩، حرفياً «انهيار عربة الإمبراطورية») والإمبراطور الذي مات للتو تمت الإشارة إليه باسم داكسينج هوانغدي (大行 皇帝)، حرفياً «إمبراطور الرحلة العظيمة».

## زوجات ومحظيات وأطفال
كانت العائلة الإمبراطورية مكونة من الإمبراطور والإمبراطورة (皇后) بصفتهما القرين الأساسي وأم الأمة (国 母؛國 母). بالإضافة إلى ذلك، كان للإمبراطور عادة العديد من الرفقاء والمحظيات (嫔 妃؛嬪 妃)، مرتبة حسب الأهمية في الحريم، حيث كانت الإمبراطورة هي الأسمى. كان لكل سلالة مجموعة قواعدها المتعلقة بالتكوين العددي للحريم. خلال عهد أسرة تشينغ (1644-1911)، على سبيل المثال، أملت اتفاقية الإمبراطورية أنه في أي وقت من الأوقات ينبغي أن يكون هناك واحد الإمبراطورة، واحدة هوانغ جويفي، وهما غويفاي، بالإضافة إلى عدد غير محدود من الأقران ومحظيات الأخرى. على الرغم من أن الإمبراطور كان أعلى منزلة من قبل القانون، من خلال تقاليد وسوابق والدة الإمبراطور، أي الامبراطورة الأرملة عادة (皇太后)، تلقى عادة احتراما كبيرا في القصر وكان صانع القرار في معظم شؤون الأسرة. في بعض الأحيان، خاصة عندما كان إمبراطور شاب على العرش، كانت هي الحاكم الفعلي. غالبًا ما يُشار إلى أطفال الإمبراطور، الأمراء (皇子) والأميرات (公主)، بترتيب ميلادهم، على سبيل المثال، الأمير الأكبر، والأميرة الثالثة، إلخ. غالبًا ما كان يتم منح الأمراء ألقاب النبلاء بمجرد بلوغهم سن الرشد. خدم إخوة وأعمام الإمبراطور في المحكمة بموجب القانون، وكان لهم نفس الوضع مع مسؤولي المحكمة الآخرين (子). كان الإمبراطور دائمًا متقدمًا فوق كل الآخرين على الرغم من أي تفوق زمني أو تفوق جيلي.

## الأصل العرقي
المنح الدراسية الحديثة حذرة من تطبيق الفئات العرقية الحالية على المواقف التاريخية. يُعتبر معظم الأباطرة الصينيين أعضاءً في عرق الهان، لكن أولئك في السلالات التي أعقبت تفكك سلالة هان شملت غير الهان، وكان عرق لي من أسرة تانغ من أصل مختلط من هان وشيانبي.
غزا البدو من السهوب الأوراسية شمال الصين مرارًا وتكرارًا وحصلوا على لقب الإمبراطور. كان أنجح هؤلاء هم اكسيونجو واكسيانباي وخيتانس (سلالة لياوس) وجورشين (سلالة جين) والمغول (سلالة يوان) ومانشوس (سلالة تشينغ). تنظر النظرة التاريخية الأرثوذكسية إلى هؤلاء على أنهم سلالات حاكمة كأنظمة سياسية مشددة لأنها تبنت الثقافة الصينية، وادعت انتداب السماء، وأدت الالتزامات الإمبراطورية التقليدية مثل التضحيات السنوية إلى الجنة (مثل تيان أو شانجدي) من أجل المطر والازدهار. تقول المدرسة أن التفاعل بين السياسة والعرق كان أكثر تعقيدا وأن عناصر من هذه السلالات تختلف عن وتغيير التقاليد الوطنية الصينية بشأن الحكم الامبراطوري.